# Библиография Хантера С. Томпсона

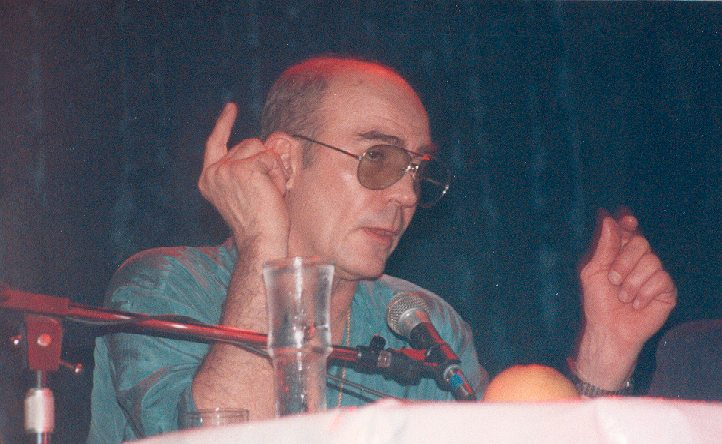
Хантер С. Томпсон (Лонг-Бич, май 1989 года)

Хантер С. Томпсон — американский журналист и писатель, видный представитель новой журналистики 1960-х и 70-х годов, основоположник и главный автор гонзо-журналистики — направления на стыке документальной и художественной литературы.
За более чем полувековую карьеру был востребованным журналистом — в первую очередь, в политической, спортивной, социальной и культурной сфере.
Творческое наследие Томпсона включает в себя несколько романов, десятки статей и эссе, объединённых в сборники, мемуары, переписку с ключевыми фигурами в американской истории второй половины XX века.
Ряд текстов писателя до сих пор неизвестен широкой публике или известен в сокращённом варианте; не все произведения доступны русскоязычному читателю.

## Романы

### Опубликованные
Второй год — первое издание на русском языке.
| Год издания | Название | Комментарий |
| ----------- | --- | --- |
| 1967 • 2001 | Ангелы Ада / Hell’s Angels: The Strange and Terrible Saga of the Outlaw Motorcycle Gangs                              | Роман был начат статьёй «The Motorcycle Gangs: Losers and Outsiders», опубликованной еженедельником The Nation 17 мая 1965 года. Позже выпущен отдельным изданием. |
| 1971 • 1998 | Страх и отвращение в Лас-Вегасе / Fear and Loathing in Las Vegas: A Savage Journey to the Heart of the American Dream | Впервые напечатан в ноябре 1971 года журналом Rolling Stone, как серия статей. Первое самостоятельное издание иллюстрировано Ральфом Стэдманом.                    |
| 1983 • 2012 | Проклятие Гавайев / The Curse of Lono                                                                                 | Издание с иллюстрациями Ральфа Стэдмана было выпущено малым тиражом. Единственный раз переиздавался в 2005 году, также ограниченным тиражом.                       |
| 1998 • 2002 | Ромовый дневник / The Rum Diary                                                                                       | Написан в конце 1950-х — начале 1960-х годов, долгое время не был востребован издательствами. Вышел в один год с экранизацией Fear and Loathing in Las Vegas.      |

### Неопубликованные
| Год издания | Название         | Комментарий |
| ----------- | ---------------- | --- |
| —           | Prince Jellyfish | Первый роман, написан в 1960-х годах, во время работы в Times Herald-Record. Частично напечатан в сборнике Songs of the Doomed. |
| —           | Polo Is My Life  | Роман, написанный в 1990-х, отрывочно известен по публикациям в Rolling Stone.                                                  |

## Сборники произведений

### СерияGonzo Papers
Включает статьи для различных газет и журналов, выдержки из известных романов, отрывки из неопубликованных работ. Второй год — первое издание на русском языке.
| Год издания | Название                                                                               | Комментарий |
| ----------- | -------------------------------------------------------------------------------------- | --- |
| 1979 • 2011 | Большая охота на акул / The Great Shark Hunt: Strange Tales from a Strange Time        | Сборник статей и эссе для Rolling Stone, Playboy и Scanlan's Monthly, а также выдержки из Fear and Loathing in Las Vegas и Fear and Loathing on the Campaign Trail ’72. |
| 1988 • 2005 | Поколение свиней / Generation of Swine: Tales of Shame and Degradation in the ’80s     | Сборник колумнистики на социальные, политические и культурные темы, печатавшейся ежедневной газетой The San Francisco Examiner.                                         |
| 1990 • 2006 | Песни Обречённого / Songs of the Doomed: More Notes on the Death of the American Dream | Сборник очерков, писем и статей для различных журналов. Также включает отрывки из The Rum Diary и незавершённого и неопубликованного романа Prince Jellyfish.           |
| 1994 • 2009 | Лучше, чем секс / Better Than Sex: Confessions of a Political Junkie                   | Сборник содержит не публиковавшиеся письма по факсу политикам и журналистам, а также несколько эссе и журнальных статей.                                                |

### СерияFear and Loathing Letters
The Fear and Loathing Letters состоит из трёх томов, содержащих личную переписку Хантера С. Томпсона. На русском языке не издавались.
| Год издания | Название                                                                           | Комментарий |
| ----------- | ---------------------------------------------------------------------------------- | --- |
| 1997        | The Proud Highway: The Saga of a Desperate Southern Gentleman 1955—1967            | Личные письма, в том числе Тому Фульфу и Джоан Баэз. Написаны в период раннего творчества, завершением которого стал роман Hell’s Angels.                                            |
| 2000        | Fear and Loathing in America: The Brutal Odyssey of an Outlaw Journalist 1968—1976 | Личные письма, в том числе Оскару Окасте и Янну Уэннеру. Написаны в расцвет творчества, представленный Fear and Loathing in Las Vegas и Fear and Loathing on the Campaign Trail ’72. |
| 2014        | The Mutineer: Rants, Ravings, and Missives from the Mountaintop, 1977—2005         | Сборник неопубликованной переписки, охватывающий последние десятилетия жизни Томпсона и его позднее творчество, в том числе Kingdom of Fear, Better Than Sex и др.                   |

### Внесерийные
Второй год — первое издание на русском языке.
| Год издания | Название | Комментарий |
| ----------- | --- | --- |
| 1973 • 2015 | Страх и отвращение предвыборной гонки ’72 / Fear and Loathing on the Campaign Trail ’72                                                               | Впервые напечатан в 1972 году Rolling Stone в формате серии статей. Отдельные выдержки впоследствии были перепечатаны в сборнике The Great Shark Hunt.                    |
| 2003 • 2005 | Царство страха / Kingdom of Fear: Loathsome Secrets of a Star-Crossed Child In the Final Days of the American Century                                 | Сборник мемуаров, наряду с сочинениями на политические темы. |
| 2004 • 2014 | Наших бьют! Кровавый спорт, американская доктрина и водоворот тупости / Hey Rube: Blood Sport, the Bush Doctrine, and the Downward Spiral of Dumbness | Статьи, позиционирующиеся как спортивные комментарии и публиковавшиеся ESPN.com в период с 20 ноября 2000 по 13 октября 2003 года. Последняя прижизненная книга писателя. |
| 2009        | Fear and Loathing at Rolling Stone: The Essential Writings of Hunter S. Thompson                                                                      | Сборник лучших статей для Rolling Stone за 40-летнюю карьеру в этом журнале.                                                                                              |

## Прочее
| Год издания | Название                       | Комментарий |
| ----------- | ------------------------------ | --- |
| 1996        | Mistah Leary — He Dead         | Панегирик Тимоти Лири, частично известный по некрологу в Rolling Stone. Издавался единственный раз в объёме 300 экземпляров, изготовленных вручную.          |
| 2000        | Screw-Jack                     | Три рассказа: Mescalito, Death of a Poet, и Screwjack, опубликованные в объёме 326 экземпляров. Mescalito также можно найти в сборнике Songs of the Doomed.  |
| 2004        | Fire in the Nuts               | Ранний рассказ, издававшийся единственный раз в объёме 176 экземпляров, лично пронумерованных Хантером С. Томпсоном и проиллюстрированных Ральфом Стэдманом. |
| 2005        | Happy Birthday, Jack Nicholson | Перепечатанный отрывок из Kingdom of Fear, выпускался один раз.                                                                                              |

### Вступительные статьи
| Год издания | Название                         | Комментарий                                   |
| ----------- | -------------------------------- | --------------------------------------------- |
| 1974        | America                          | Предисловие к произведению Ральфа Стэдмана.   |
| 1989        | Autobiography of a Brown Buffalo | К переизданию романа Оскара Акосты 1972 года. |
| 1989        | Revolt of the Cockroach People   | К переизданию романа Оскара Акосты 1973 года. |
| 1998        | Gonzo: The Art                   | Предисловие к произведению Ральфа Стэдмана.   |
| 2003        | The Boys on the Bus              | К сборнику эссе Тимоти Круза 1973 года.       |